# 불마스티프

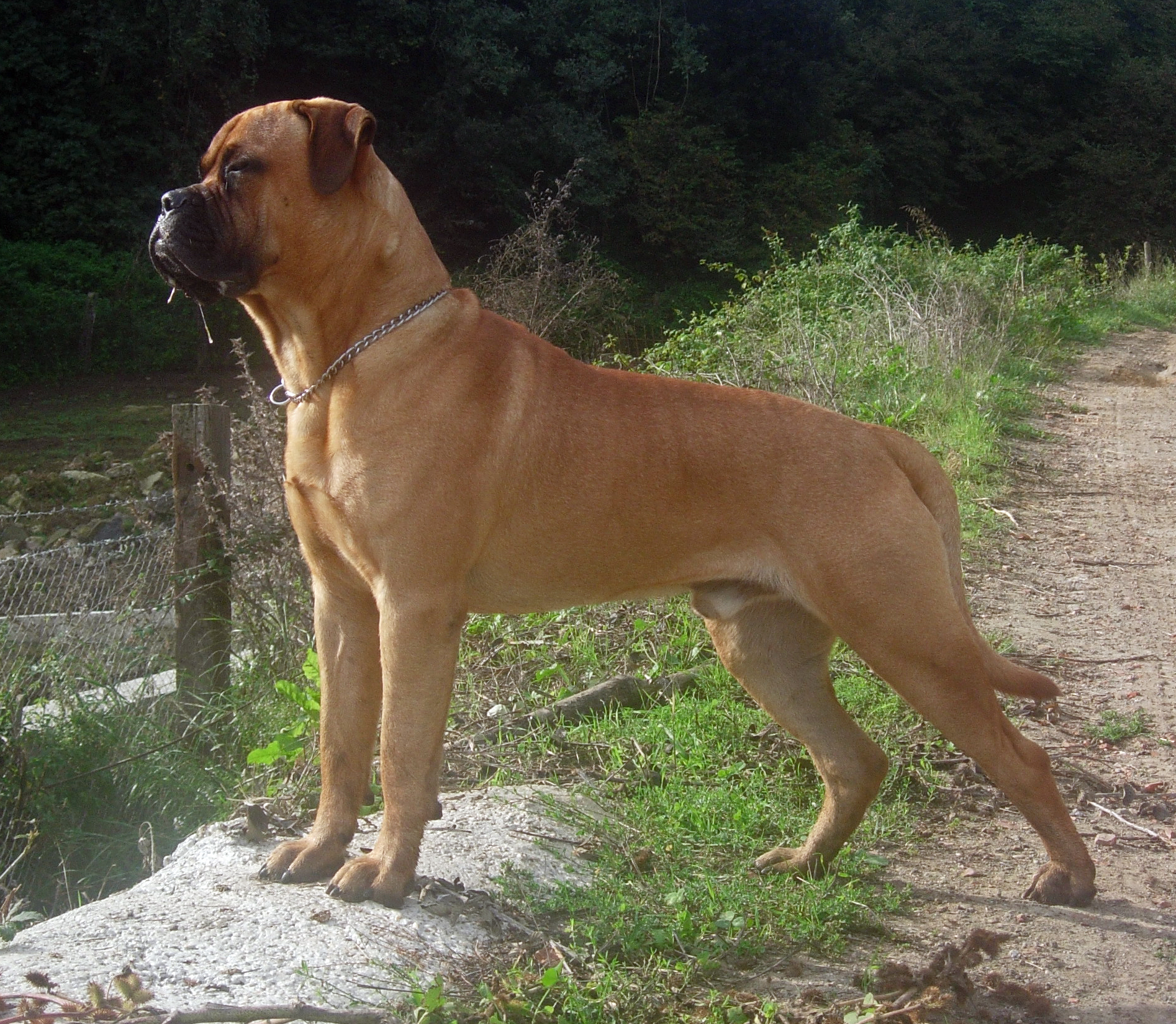
불마스티프

불마스티프(Bullmastiff)는 19세기 영국에서 마스티프와 불도그를 교배하여 만들어졌다. 어깨높이 61~69cm, 몸무게 45~59kg이다. 마스티프 60퍼센트, 불도그 40퍼센트 비율로 교배되어 마스티프의 용맹성과 지혜로움, 불도그의 공격성을 지니고 있다. 체력이 강하여 어떠한 기후에서도 살 수가 있다. 하지만 더운곳에서는 적응을 잘 못한다.

## 같이 보기
- 스팟 (영화)

## 참고 자료
- 이 문서에는 다음커뮤니케이션(현 카카오)에서 GFDL 또는 CC-SA 라이선스로 배포한 글로벌 세계대백과사전의 내용을 기초로 작성된 글이 포함되어 있습니다.